# アルビッソラ・マリーナ
アルビッソラ・マリーナ(イタリア語: Albissola Marina)は、イタリア共和国リグーリア州サヴォーナ県にある、人口約5,300人の基礎自治体（コムーネ）。

## 地理

### 位置・広がり

#### 隣接コムーネ
隣接するコムーネは以下の通り。
- アルビソーラ・スペリオーレ
- サヴォーナ

### 地震分類
イタリアの地震リスク階級 (it) では、4 に分類される
。

## 著名な出身者
- シクストゥス4世　（ローマ教皇）